# Novaci (Gorj)
Pour les articles homonymes, voir Novaci (homonymie).
Novaci est une ville roumaine située dans le județ de Gorj.